# Peter Platel
Peter Platel (Gent, 24 oktober 1966) is een Belgische kapper, schrijver, mediafiguur en kunstenaar.

## Biografie
Peter Platel studeerde toneel aan Studio Herman Teirlinck naast Axel Daeseleire, Katrien De Becker, Johan Heldenbergh, Tania Poppe, Truus Druyts, Lukas Smolders, en Fania Sorel.
In 1992 beëindigde hij zijn studies aan de toneelschool vroegtijdig en opende zijn eerste kapsalon De Wakko Kapper in Antwerpen, gevolgd door salons in Brussel en Gent.
Peter Platel kwam als expert in knippen op droog haar op regelmatige basis in de media met o.a. make-overs in het weekblad Flair en haartips in het radioprogramma De Madammen op Radio 2.
Platel maakte zijn televisiedebuut in 2005 als hair & beauty expert in het Kanaal 2-programma De Heren maken de man, naast Jani Kazaltzis, Jerko Bozikovic, Christophe Aertssen en Flip Van Waeyenberghe. 
In 2015 publiceerde hij zijn eerste boek, Hou Van Haar, gevolgd door 101 Tips voor gezond, gelukkig en glanzend haar in 2017.
Sinds het overlaten van de De Wakko Kapper salons in 2020 volgt Peter Platel zijn nieuwe roeping als collagekunstenaar met Queer Collage Art.